# Сава, Францишек
Францишек Сава (пол. Franciszek Sawa; 1833 — 22 апреля 1897) — польский государственный и религиозный деятель. Депутат Галицкого сейма 4-го, 5-го и 6-го созывов. Маршалок уездного совета Товмача, почетный каноник.

## Биография
Родился в 1833 году. В 1874 году инициировал строительство нового костела в г. Товмач, который был построен в 1876 году. Ныне известен как Костёл святой Анны
В 1877 году от округа Тисменица-Товмач избран послом в Галицкий сейм, был послом до 1882 года.
В 1882 году избран послом по тому же округу в Галицкий сейм, был послом до 1889 года. В 1884 году написал книгу «Польская история и надежды»
В 1889 году третий подряд избран послом в Галицкий сейм, был послом в 1895. Настоятель костела святой Анны ранее с 1874 года до своей смерти в 1897 году
Скончался в 1897 году, похоронен в городе Товмач.